# Boston Consulting Group
Boston Consulting Group (BCG) je mezinárodní poradenská společnost poskytující služby v management a strategy consultingu. Jako jedna z nejpřestižnejších poradenských firem patří do tzv. velké trojky poradenských společností (MBB), společně s McKinsey & Company a Bain & Company. V současné době má BCG 85 kanceláří v 48 zemích světa. Mezi klienty BCG patří soukromý, veřejný i neziskový sektor a v současné době (2015) její služby využívá více než 2/3 společností z žebříčku Fortune 500. Magazín Fortune zároveň v roce 2015 zařadil BCG na druhé místo žebříčku nejlepších zaměstnavatelů.

## Zaměření
BCG ročně pracuje na tisících projektů z nejrůznějších oblastí od energetiky, průmyslu, telekomunikací a technologického sektoru po vzdělávání a zdravotnictví.
Jako příklady projektů pro veřejný sektor z nedávné doby lze uvést vybudování vysokorychlostní sítě internetu pro australskou vládu s pokrytím všech obyvatel či transformaci vzdělávacího systému v indickém svazovém státě Harijána.
V soukromém sektoru řeší BCG nejrůznější strategické výzvy klientů, ať už jde o zavádění nových technologií, vylepšování profitability, slučování firem a akvizice nebo velké investiční projekty.
Experti BCG v průběhu let vyvinuli mnoho manažerských konceptů, které se staly součástí základů teorie řízení podniku. Nejznámějším z nich je tzv. BCG matice.

## Práce v BCG
BCG je pověstná tvrdým výběrovým řízením, kterým musí projít uchazeči o zaměstnání. Typicky každý musí absolvovat kromě psychometrického testu několik kol pohovorů a úspěšnost se pohybuje pod 2 %. Kariérní portál „Glassdoor“ v roce 2013 umístil BCG na třetí místo v žebříčku firem s celosvětově nejtvrdším výběrovým řízením.
Pražská pobočka BCG díky rychlému růstu přijímá nové zaměstnance celoročně, kdy nábor míří hlavně na nejlepší absolventy zahraničních, ale i českých škol prakticky bez ohledu na vystudovaný obor. Studentům nabízí i placené dvouměsíční stáže, které většina z nich absolvuje v létě před posledním rokem vysokoškolského studia.
V BCG funguje skládání týmů pro jednotlivé projekty mezinárodně, projektový tým má typicky 3–7 členů, na jednom projektu pracuje zhruba 2–3 měsíce a jednotliví členové týmu se vrací domů na víkendy. Konzultanti z pražské pobočky řeší zhruba polovinu projektů v České republice a na Slovensku a na druhou polovinu se přidávají do projektových týmů působících jinde po světě, kdy přesné rozdělení záleží na individuální domluvě a preferencích.